# アリアーノ・イルピーノ
アリアーノ・イルピーノ（イタリア語: Ariano Irpino）は、イタリア共和国カンパニア州アヴェッリーノ県にある、人口約2万2000人の基礎自治体（コムーネ）。県都アヴェッリーノに次ぎ、県内第2位のコムーネ人口を有する。

## 地理

### 位置・広がり
アヴェッリーノ県北部のコムーネで、イルピニア地方の中心地。ベネヴェントから東へ約26km、県都アヴェッリーノから北東へ約37km、フォッジャから南西へ約51km、州都ナポリから北北東へ約77kmの距離にある。

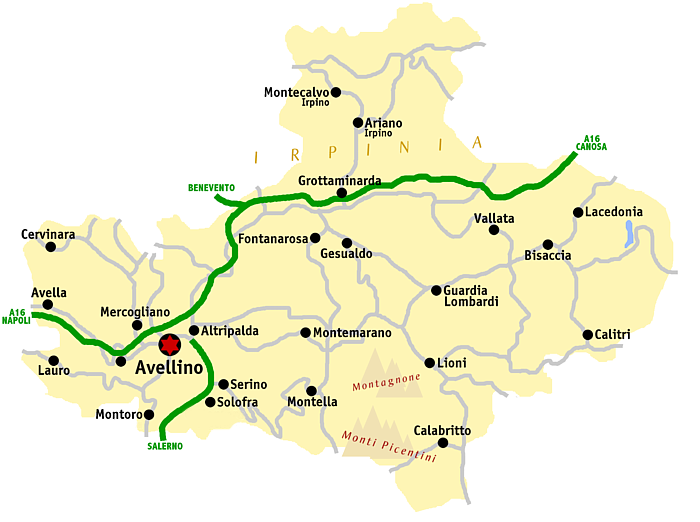
アヴェッリーノ県概略図

#### 隣接コムーネ
隣接するコムーネは以下の通り。括弧内のBNはベネヴェント県、FGはフォッジャ県（プッリャ州）所属を示す。
- アーピチェ
- カステルフランコ・イン・ミスカーノ (BN)
- フルーメリ
- グレーチ
- グロッタミナルダ
- メリート・イルピーノ
- モンテカルヴォ・イルピーノ
- モンテレオーネ・ディ・プーリア (FG)
- サヴィニャーノ・イルピーノ
- ヴィッラノーヴァ・デル・バッティスタ
- ツンゴリ

## 行政

### 分離集落
アリアーノ・イルピーノには、以下の分離集落（フラツィオーネ）がある。
- Ariano Scalo, Cardito, Carpiniello, Difesa Grande, Madonna Valleluogo, Masciano, Martiri, Orneta, Ponnola, S. Barbara, S. Liberatore, Pontelosbergo, San Pietro, Serralonga, Serra, Stratola, Tesoro, Tranzano, Torana, Torreamando, Varanallo, Viggiano.